# Alan Willey (Fußballspieler, 1941)
Alan Willey (* 16. September 1941 in Exeter; † April 2017 in York) war ein englischer Fußballspieler.

## Karriere
Willey gehörte Exeter City als Jugendlicher an (als sog. ground staff boy), seine Laufbahn im Herrenbereich startete er aber bei Bridgwater Town in der Western League. Im November 1960 spielte er mit Bridgwater im FA Cup gegen Oxford United aus der Southern League. Obwohl er mit seiner Mannschaft 1:2 verlor, hatte er die Vereinsverantwortlichen von Oxford mit seiner Leistung derart beeindruckt, dass er bereits im Dezember für eine Ablöse von £300 verpflichtet wurde. Bei Oxford musste er sich zunächst noch mit dem Reservistendasein begnügen, Tony Jones besetzte beim Gewinn der Meisterschaft 1960/61 zumeist die Position des linken Halbstürmers, Willey kam lediglich im März 1961 bei einem Unentschieden gegen Yeovil Town zu seinem Pflichtspieldebüt. Nachdem Jones zur Folgesaison von Arthur Turner auf die Position des linken Außenläufers zurückgezogen wurde, etablierte sich Willey als Halbstürmer. In 27 Ligaspielen der Saison 1961/62 erzielte er 23 Treffer, womit er hinter Mittelstürmer Bud Houghton zweitbester Torschütze seiner Mannschaft war, als Oxford United nicht nur erfolgreich den Meistertitel der Southern League verteidigte, sondern auch in die Football League Fourth Division gewählt wurde.
In der neuen Spielklasse erzielte Willey am 2. Spieltag gegen Lincoln City bei einem 2:1-Erfolg das erste Tor am heimischen Manor Ground, im April 1963 gelang ihm zudem bei einem 3:0-Erfolg gegen Mansfield Town ein Hattrick. Nachdem das Team in den ersten beiden Spielzeiten in der Football League auf Platz 18 (von 24 Mannschaften) abgeschlossen hatte, gelang in der Saison 1964/65 als Tabellenvierter der Aufstieg in die Third Division. Dort erzielte Willey in 14 Einsätzen, darunter auch einer als historisch erster Einwechselspieler von Oxford, noch sechs Treffer, bevor er im März 1966 zum Londoner Klub FC Millwall wechselte. Mit Millwall stieg Willey am Saisonende in die Second Division auf, kam dort aber nur sporadisch zum Zug und schloss sich 1967 dem südafrikanischen Klub Durban City an. Seinen Karriereausklang verbrachte der Angreifer Anfang der 1970er in der Southern League bei Banbury United und Witney Town.